# Anastrangalia lavinia
Anastrangalia lavinia là một loài bọ cánh cứng trong họ Cerambycidae.